# Караван-сарай

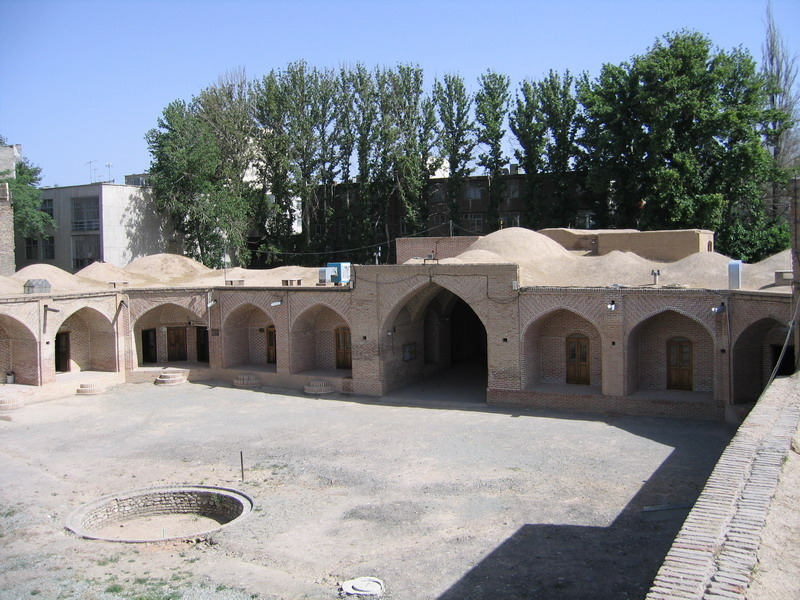
Караван-сарай в Караджі, Іран, фото (2004)

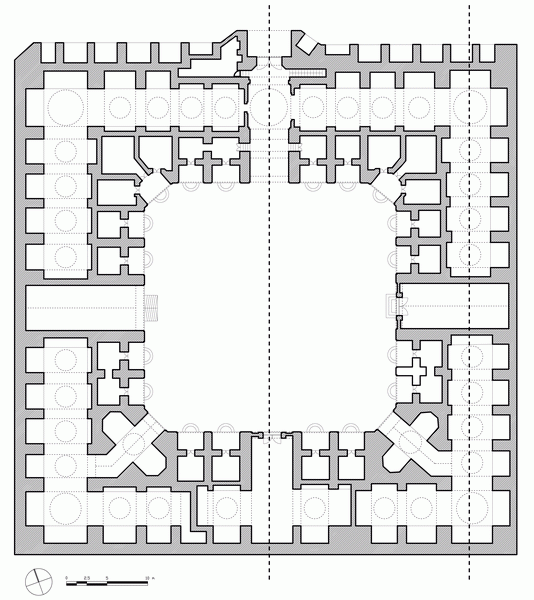
Зразок плану караван-сараю, Іран

Карава́н-сара́й (перс. كاروانسرا — kārvānsarā, від перс. كاروان кар(е)ван + перс. سرا серай «палац») — заїжджий двір для караванів на торгових шляхах і в містах Переднього Сходу, Центральної Азії, Закавказзя тощо.

## Історія караван-сараїв
Караван-сараї відомі з II — I тисячоліть до нашої ери, особливо поширені за Середньовіччя у IX — XV століттях, окремі функціонували до XIX — початку XX століть. Але сам термін «караван-сарай» з'являється не пізніше X століття. Слово перського походження. Сьогодні воно є у більшості сучасних мов. В українській мові слово явно турецького запозичення — порівняйте тур. kervansaray.
Появу терміна пов'язують із турками-сельджуками, які активно забудовують караван-сараями основні торгові шляхи. У XIII столітті сельджуцькі султани побудували у Анатолії першу справжню мережу караван-сараїв.
Відстань між караван-сараями зазвичай коливалася у 30—40 кілометрів, що в цілому відповідало денному переходу каравану.
У середньовічній Османській імперії діяла розгалужена система караван-сараїв, яка на півночі сягала Кавказу, а на півдні — Середземномор'я; найзахідніші караван-сараї цієї мережі були розташовані біля сучасної Шкодри в Албанії і навіть озера Врана (сучасна Хорватія), а найсхідніші — в Афганістані.
Караван-сараї швидко втратили своє значення з поширенням залізниці.

## Опис караван-сараю— будівля і функції
Караван-сараї являли собою прямокутне подвір'я з приміщеннями в один або кілька ярусів для розміщення людей і короткочасного зберігання краму. Часто всередині не було жодного начиння, адже мандрівники повинні були мати все з собою — постіль і килими, а також припаси для себе і своїх тварин. Проте нерідко була вода, або караван-сарай розташовувався біля джерела чи криниці. Тварин ставили на подвір'ї, але частіше у спеціально відведеній для цього загорожі.
Нерідко караван-сараї враховували можливість нападу і будувалися з міцного каміння, щоб відбити його або перечекати недовгу облогу. Зовнішні кам'яні стіни караван-сараїв могли бути прикрашені багато оздобленими порталами входів.
На перетині важливих шляхів і у великих містах караван-сараї являли справжню подобу сучасних готелів з наданням додаткового сервісу (харчування, лазні, пункти обміну і торгівлі тощо).

## Караван-сараї в Україні
Нині в Україні виявлено понад 10 караван-сараїв, розташованих у таких містах:
- Старий Крим
- Тульчин
- Меджибіж
- Шаргород
- Кам'янець-Подільський
- Тартаків
- Сокаль
- Заліщики
- Марківка
- Хоростків
- Білогірськ

Більшість цих споруд знищили протягом XX ст.

## Виноски
1. ↑  Олег Рибчинський. Архітектура караван-сараїв в Україні // Вісник. Інститут Укрзахідпроектреставрація. — Львів. — 2005. — № 15. — С.38-54